# Storoschewoje (Kaliningrad)
Storoschewoje (russisch Сторожевое, deutsch  Försterei Katzkeim) ist ein Ort in der russischen Oblast Kaliningrad. Er gehört zur kommunalen Selbstverwaltungseinheit Stadtkreis Selenogradsk im Rajon Selenogradsk. Außer der Försterei gehört zu Storoschewoje auch der ehemalige Birkenhof bei Alt Katzkeim.

## Geographische Lage
Storoschewoje liegt 36 Kilometer nordwestlich der Oblasthauptstadt Kaliningrad (Königsberg). Der Ort ist auf einer Nebenstraße zu erreichen, die in östlicher Richtung von Jantarowka (Wangnicken) an der Regionalstraße 27A-013 (ex A192) in östlicher Richtung nach Storoschewoje führt und in Barkassowo (Alt Katzkeim) endet. Eine Bahnanbindung besteht nicht.

## Geschichte
Die bis 1946 Katzkeim genannte Försterei gehörte ehemals zum Forstgutsbezirk Warnicken (heute russisch: Lesnoje), der als solcher ab 1874 den Amtsbezirk Warnicken im Landkreis Fischhausen im Regierungsbezirk Königsberg der preußischen Provinz Ostpreußen bildete. Am 1. Januar 1928 wurde Warnicken nach Georgenswalde (heute russisch: Otradnoje) eingegliedert, und der Amtsbezirk 1930 in „Amtsbezirk Georgenswalde“ (ab 1939 zum Landkreis Samland gehörig) umbenannt.
In Folge des Krieges kam die Försterei Katzkeim mit dem nördlichen Ostpreußen 1945 zur Sowjetunion. Der Ort erhielt im Jahr 1950 die russische Bezeichnung Storoschewoje und wurde gleichzeitig dem Dorfsowjet Jantarski selski Sowet im Rajon Primorsk zugeordnet. Später gelangte der Ort in den Powarowski selski Sowet. Von 2005 bis 2015 gehörte Storoschewoje zur Landgemeinde Krasnotorowskoje selskoje posselenije und seither zum Stadtkreis Selenogradsk.

## Kirche
Bis 1945 war Katzkeim mit seiner überwiegend evangelischen Einwohnerschaft in das Kirchspiel der Pfarrkirche in Heiligenkreutz (heute russisch: Krasnotorowka) eingegliedert. Es gehörte zum Kirchenkreis Fischhausen (Primorsk) in der Kirchenprovinz Ostpreußen der Kirche der Altpreußischen Union. Heute liegt Storoschewoje im Einzugsbereich der neu entstandenen evangelisch-lutherischen Auferstehungskirche in Kaliningrad (Königsberg) in der Propstei Kaliningrad der Evangelisch-lutherischen Kirche Europäisches Russland.